# جواد حصاري
جواد حصاري هي قرية في مقاطعة مياندوآب، إيران. عدد سكان هذه القرية هو 1,407 في سنة 2006.